# مارسل آرگر
مارسل آرگر (انگلیسی: Marcel Aregger؛ زادهٔ ۲۶ اوت ۱۹۹۰) دوچرخه‌سوار اهل سوئیس است.
از باشگاه‌هایی که در آن بازی کرده است می‌توان به آی‌ای‌ام سایکلینگ اشاره کرد.